# Renee Alway
Renee Diane Alway (Míchigan, 29 de abril de 1986) es una ex modelo estadounidense, reconocida por su participación en el programa de telerrealidad America's Next Top Model.

## Carrera
Alway comenzó a modelar cuando tenía 13 años. También apareció en anuncios para Delia. Alway apareció en la revista US Weekly con Jaslene Gonzalez, Natasha Galkina y Dionne Walters.
Ha aparecido en la serie de televisión de la CBS Shark, en un episodio titulado "In Absentia". Ella compitió en el reality show Modelville que se emitió dentro de The Tyra Banks Show, terminando en la tercera posición, creando un drama increíble al no ganar.
Desde entonces se ha convertido en una delincuente común, entrando y saliendo de la cárcel desde el 2013.